# Léo Devantéry
Léo Devantéry, né le 2 août 1937 à Chalais et mort le 29 décembre 1997, est un musicien, chansonnier, auteur et compositeur valaisan.

## Biographie
Léo Devantéry (Léo Devanthéry à la ville) est l'aîné de trois enfants. Il perd son père en décembre 1944, à l'âge de huit ans. 
À la fin des années 1950, il rejoint un groupement de jeunesse qui lui permet de se produire en chantant lors d'un événement ou d'un autre ; il se fait remarquer, comme quelques années plus tard, lors de son service militaire par son refus de boire de l'alcool, ce qui dénote dans la culture valaisanne[réf. nécessaire]. Quelques mois avant ses quinze ans, il quitte les bords du Rhône qui l'ont vu naître pour ceux du Rhin, où il entre au service du boulanger Kummler à Münchenstein, près de Bâle. De retour à Sierre un an plus tard, il entend par hasard une mélodie de Georges Brassens au casino de Sierre et commence à apprendre, seul, la musique. Il donne son premier concert en 1955 au Café du téléphérique, à Chalais, devant une salle pleine. Le concert dure dix secondes, en raison d'une corde qui casse, mais le public encourage le jeune homme. En parallèle, il suit un apprentissage d'électricien sur autos, terminé en juillet 1957 et enchaîné avec l'école de recrues. Envoyé à Thoune, il en profite pour créer un petit orchestre (guitare, accordéon, trompette).
Admirateur sans bornes de Georges Brassens, s'il commence à chanter les compositions de son maître et celles de Charles Trenet, il ne présente plus que ses propres compositions, dès 1959 et décide de s'installer à Genève. Il prend alors des cours de guitare mais ne souhaite pas surcharger le texte chanté ; il enchaîne les concours pour amateurs, qu'il remporte tous, y compris le prix du Maillot violet de la Chanson, décroché aux Eaux-Vives en décembre 1960 ; il a vingt-trois ans et commence à sortir de l'anonymat. Durant la même période, Bonjour, composée l'année de ses dix-huit ans est la chanson qui le fait connaître, sa chanson « porte-bonheur », qui obtient le maximum de points lors de l'émission La Nouvelle Vague de 1960, organisée par la Radio suisse romande au casino de Sierre. 
En octobre 1961, la Société suisse de guitare lui attribue le premier prix, section auteur-compositeur-interprète, lors de son festival placé sous les auspices de Radio Bâle. S'ensuit un échec aux éliminatoires de l'émission française À l'école des vedettes animée par Aimée Mortimer, qui le pousse à travailler davantage ; en 1962, il se produit en première partie du fantaisiste Henri Tisot puis au Victoria Hall avant les Quatre Barbus et les critiques sont élogieuses et encourageantes. Un tournant décisif a lieu dans sa carrière en 1964, lorsque Léo Devantéry rencontre Roland Jay, qui l'invite à suivre durant deux ans les cours qu'il dispense et faire partie de l'équipe du cabaret Au Coup d'Essai. En 1966, un nouveau succès, L'Ange des glaciers, hommage au pilote valaisan Hermann Geiger disparu en août 1966.
En 1968, il se marie et, un an après la cérémonie, engendre deux jumelles, Christine et Véronique. Au cours de sa carrière, il est accompagné de nombreux musiciens, comme Jean Couroyer, Pierre Cavalli, Jean Thibout, Mike Thévenoz, Richard Clavien, René Dessibourg, Myke Starr, Éric Marmet, Freddy Balta, Alain Morisod, Luc Hoffmann, Jean-Pierre Blanchet, Bernard Reymond, José Marka, Pietro Cavallo et Radu Chisu. Il enregistre son premier disque 45 tours en 1967, dans sa trentième année; suivent d'autres 45 tours en 1968, 1969 et 1971, puis plusieurs albums 30 cm, généralement accompagnés d'une cassette, en 1974, 1976 (Chanson de jadis), 1978 (Mes amis mes amours mon pays), 1981 (Vivre avec son temps), plusieurs cassettes en 1984 et 1985, puis un CD de vingt et une chansons en 1989, reprenant le titre Mes amis mes amours mon pays, un nouveau CD en 1991, Le Cœur en chansons, et un double CD, chez Gallo, en 1991, reprenant des chansons de toute sa carrière (1960-1995), L'Air du temps.
Léo Devanthéry meurt le 29 décembre 1997 à l'âge de soixante et un ans. Il a reçu en 1993 les insignes de la renaissance française du grand conseil du Valais. Plusieurs de ses chansons ont été arrangées pour chœur d'hommes ou chœur mixte et l'un de ses plus grands succès, Le Vin du glacier illustre une scène du film tiré de l’œuvre de Corina Bille, La Demoiselle sauvage, co-production Suisse-Canada, paru au début des années 1990. 

## Sources
- « Léo Devantéry », sur la base de données des personnalités vaudoises sur la plateforme « Patrinum » de la Bibliothèque cantonale et universitaire de Lausanne.
- Devantéry, Léo. Bonjour les pianos oubliés, Sierre, Monographic, 1991
- "Chanson romande : Adieu, Léo", Le Matin, 1998/01/02, p. 15
- "Avis mortuaires", 24 Heures, 1998/01/04, p. 23
- "Poème à son pote", Le Matin, 1991/02/18, p. 7
- "Les vingt ans des Patoisants valaisans de Lausanne".